# Upplands runinskrifter 589
Upplands runinskrifter 589 är ett försvunnet vikingatida runstensfragment som funnits i Räkinde, Edsbro socken och Norrtälje kommun. Ristningen var oläslig redan på 1600-talet och har troligen också varit försvunnen sedan det århundradet.

## Inskriften
Translitterering av runraden:
[...ik · ak-t · akini...]
Normalisering till runsvenska:
... ... ...
Översättning till nusvenska:
...